# Сражение при Курусу
Сражение при Курусу (исп. Batalla de Curuzú) или сражение за форт Курусу — битва во время войны Тройственного союза в сентябре 1866 года. Объединенные бразильские сухопутные и морские силы нанесли поражение парагвайским артиллерийским батареям в Курусу на берегу реки Парагвай.

## Силы сторон
Цель бразильцев состояла в том, чтобы форсировать и обезопасить течение реки для дальнейшего продвижения на север в направлении сильного оборонительного комплекса Умайта-Курупайти, который охранял доступ по реке к столице Парагвая Асунсьону.
Парагвайские войска в Курусу насчитывали 2830 солдат и в общей сложности 13 орудий, установленных за земляными укреплениями, в том числе восемь 32-фунтовых орудий и одно тяжелое 60-фунтовое орудие Парро. Кроме того, у защитников также было неизвестное количество, вероятно, от 40 до 50 мин, установленных в реке. Эти взрывные устройства были либо прочно прикреплены к столбам прямо под поверхностью воды, либо были развернуты парагвайцами как своего рода плавучие мины. Эти мины, дрейфующие по реке Парагвай, представляли наибольшую угрозу для бразильских кораблей на протяжении всей кампании на реке. Мины, оснащенные контактными взрывателями, имели от 150 до 680 кг дымного пороха в оцинкованном контейнере. Командующим парагвайским гарнизоном в Курусу был полковник Мануэль Антонио Хименес.
Бразильцы сосредоточили около 8400 солдат, включая морских пехотинцев, для операции против форта Курусу. Эти войска были сгруппированы во II бразильский армейский корпус. Со стороны реки атака должна была осуществляться четырьмя современными бронированными канонерскими лодками (броненосцами) «Бразил», «Баррозу», «Рио-де-Жанейро» и «Тамандаре» (все корабли были введены в строй в период с марта 1865 г. по весну 1866 г.), броненосным башенным кораблем «Лима Баррос» и семью небронированными канонерскими лодками в качестве поддержки высадки десанта. Командующим корпусом был генерал-лейтенант Мануэль Маркес ди Соуза.

## Ход сражения
Рано утром 1 сентября, около 5 часов утра, первые бразильские войска численностью около 800 морских пехотинцев были высажены примерно в двух с половиной километрах к юго-западу от Курусу, встретив очень небольшое сопротивление. Защитники почти полностью отошли за земляные укрепления Курусу. Кроме того, обеим сторонам изначально мешал плотный туман.
Около 7:30 утра бразильские броненосцы подошли к укреплениям и через полчаса открыли огонь. Около четырех часов пять броненосных кораблей вели дуэль с фортом. Парагвайские батареи имели по кораблям многочисленные попадания. Хотя броненосцы получили значительные поверхностные повреждения: почти все потеряли часть своих мачт и получили многочисленные вмятины от ударов по броне, ни один из них не был серьезно поврежден или даже выведен из строя. В свою очередь, броненосцы смогли уничтожить около половины орудий форта. Парагвайские артиллеристы понесли большие потери, в основном от осколочных снарядов (шрапнели), которые взрывались над позициями. К полудню к югу от Курусу высадилось около 4000 бразильских солдат. Около 15 часов они предприняли первоначальный штурм земляных валов, который, однако, был отбит с большими потерями (около 100 убитых, около 300 раненых) для нападавших. Поскольку в послеполуденные часы снова наступил туман, атаки на этот день были приостановлены.
2 сентября бразильцы возобновили штурм. С 9 часов утра бразильские броненосцы снова начали обстрел земляных валов. Имея в строю всего три или четыре орудия, парагвайцы оказали упорное сопротивление, но к полудню все орудия форта вышли из строя. Тем не менее бразильцы понесли в тот день самые тяжелые потери: броненосец «Рио-де-Жанейро» (871 тонна) в полуденные часы подорвалась на одной (или двух?) парагвайских пороховых речных минах. Сильный взрыв пробил дыру в корпусе ниже кормы, после чего корма прогнулась, и броненосец начал быстро тонуть. Вместе с кораблем затонули 53 члена экипажа, в том числе капитан. 61 человека спасли на шлюпках с других кораблей. Хотя положение парагвайских защитников, после того как все орудия вышли из строя и около 60 процентов солдат были убиты или ранены, стало критическим, бразильцы, после потери «Рио-де-Жанейро», отложили атаки на этот день.
Утром 3 сентября 1866 года около 4000 бразильских солдат при поддержке тяжелой артиллерии возобновили штурм земляных укреплений. Защитники больше не могли противостоять этой крупномасштабной атаке, поэтому комендант полковник Мануэль Антонио Хименес и около 800–900 парагвайских солдат решили отступить выше по течению в направлении форта Курупайти. Спорадические арьергардные бои продолжались до середины дня, и к полудню 3 сентября крепость Курусу была в руках бразильцев, что положило конец сражению.

## Результаты
Сражение за форт Курусу закончилось победой бразильских войск, хотя стало ясно, что парагвайские войска, даже если они были в меньшинстве и хуже вооружены, были полны решимости яростно сопротивляться. Успех при Курусу проложил путь бразильцам (и их союзникам) к более обширному укрепленному комплексу Умайта-Курупайти, который также называли «Гибралтаром Южной Америки», за который им предстояло сражаться более двух лет.